# Râul Nadășa
Râul Nadășa este un curs de apă, afluent al râului Beica. 

## Hărți
- Harta județului Mureș